# RIITIIR
RIITIIR – dwunasty album studyjny norweskiego zespołu Enslaved wydany 28 września 2012 roku w Europie i 9 października tego roku w Stanach Zjednoczonych przez wytwórnie płytowe Indie Recordings, oraz Nuclear Blast. 
Album dotarł do 8. miejsca listy Billboard Heatseekers Albums w Stanach Zjednoczonych sprzedając się w nakładzie niespełna 4 tys. egzemplarzy w przeciągu czterech tygodni od dnia premiery. Płyta trafił ponadto na listy przebojów w Finlandii, Francji, Norwegii i Wielkiej Brytanii. 

## Lista utworów
Opracowano na podstawie materiału źródłowego.
| Nr | Tytuł utworu                | Długość |
| -- | --------------------------- | ------- |
| 1. | „Thoughts Like Hammers”     | 9:30    |
| 2. | „Death In the Eyes of Dawn” | 8:17    |
| 3. | „Veilburner”                | 6:46    |
| 4. | „Roots of the Mountain”     | 9:16    |
| 5. | „RIITIIR”                   | 5:26    |
| 6. | „Materal”                   | 7:48    |
| 7. | „Storm of Memories”         | 8:58    |
| 8. | „Forsaken”                  | 11:15   |
|    |                             | 1:07:16 |

## Twórcy
Opracowano na podstawie materiału źródłowego.

- Grutle Kjellson – śpiew, gitara basowa, produkcja muzyczna
- Ivar Bjørnson – gitara, instrumenty klawiszowe, produkcja muzyczna, inżynieria dźwięku
- Herbrand Larsen – instrumenty klawiszowe, śpiew, produkcja muzyczna, inżynieria dźwięku
- Cato Bekkevold – perkusja
- Arve Isdal – gitara, inżynieria dźwięku
- Iver Sandøy – gitara basowa, instrumenty perkusyjne, efekty dźwiękowe, produkcja muzyczna, inżynieria dźwięku
- Truls Espedal – okładka, oprawa graficzna
- Jens Bogren – miksowanie
- Tony Lindgren – mastering
- Randi Ueland – oprawa graficzna
- Mirjam O. Vikingstad – zdjęcia
- Tonie E. Peersen – producent wykonawczy

## Listy sprzedaży
| Lista                        | Kraj              | Pozycja |
| ---------------------------- | ----------------- | ------- |
| Ö3 Austria Top 40            | Austria           | 70      |
| Suomen virallinen lista      | Finlandia         | 47      |
| SNEP                         | Francja           | 118     |
| Media Control Charts         | Niemcy            | 72      |
| VG-Lista                     | Norwegia          | 15      |
| UK Albums Chart              | Wielka Brytania   | 180     |
| Billboard Heatseekers Albums | Stany Zjednoczone | 8       |
| Schweizer Hitparade          | Szwajcaria        | 92      |